# Der unbewusste Ahasverus
Der unbewusste Ahasverus oder Das Ding an sich als Wille und Vorstellung ist eine kurze Satire von Fritz Mauthner aus dem Jahre 1878. Das Werk ist Teil von Mauthners parodistischen Studien Nach berühmten Mustern und lässt sich im Wesentlichen als literarische Auseinandersetzung mit Richard Wagners Der Ring des Nibelungen lesen. Der satirische Text wurde gemeinsam mit anderen Studien Mauthners dieser Art zunächst anonym im Deutschen Montagsblatt veröffentlicht.

## Aufbau des Textes
Die Parodie Mauthners gliedert sich in vier Abschnitte, beginnend mit dem „Vortrompetenstoß“. Es folgen eine erste, eine zweite und eine dritte Handlung, die sich mit dem Leiden des Ewigen Juden Ahasverus und der Geburt seines Sohnes Wahnfried befassen. Als Reimschema wird in Anlehnung an Wagner der Stabreim verwendet. Das wesentliche literarische Stilmittel bildet die Alliteration.

## Handlung
Nach der Aufklärung des Lesers über die Motivation und Zielsetzung des Textes werden in der ersten Handlung das 'Ding an sich' sowie die Figur des Ahasverus als Protagonisten eingeführt. Die Handlung spielt im Jahre 1781 zum Zeitpunkt der Veröffentlichung von Kants Kritik der reinen Vernunft.
Ahasverus erliegt im Laufe der ersten Handlung den Verführungskünsten und Reizen des 'Dings an sich' und geht mit ihr eine sexuelle Verbindung ein. Aus dieser „platonisch[en] Liebe“ entspringt innerhalb der zweiten Handlung schließlich ihr gemeinsamer Zögling Wahnfried. Dieser wirkt vollkommen hilflos in der Welt und ist aufgrund seiner Sozialisation außer Stande, sich gesellschaftlich zu integrieren. Vom „Leiblied“ seines Vaters geprägt, bleibt Wahnfried ewiger Außenseiter und wird an der Welt verrückt. Der Ewige Jude wird schließlich in der dritten Handlung erlöst durch die Musik Wagners und hinterlässt sein Fleisch und Blut Wahnfried allein zurück in der Welt.

## Interpretation der Figuren

### Wahnfried
Der Protagonist der Satire, der 'Held' Wahnfried, ist der Abkömmling des Ewigen Juden Ahasverus und einer weiblichen, ansonsten aber unbestimmten Gestalt namens 'Das Ding an sich'. Die Figur lässt sich als Parodie von Richard Wagners Heldenfigur Siegfried lesen, der in Wagners Ring des Nibelungen die Rolle des Protagonisten übernimmt. Durch die genealogische Verbindung zu Ahasverus übernimmt Wahnfried per Geburt das Stigma des antisemitischen Topois vom Ewigen Juden. Er unterscheidet sich dadurch von der ursprünglichen Version des Ahasverus, dessen Kern-Mythologeme im Ursprungstext der Kurzen Beschreibung und Erzählung von einem Juden mit Namen Ahasverus (1602) um Fragen von Erlösbarkeit, Unsterblichkeit und Ewiger Wanderschaft kreisen.
Nachdem sein Vater gestorben ist, verbleibt Wahnfried ziellos allein in der Welt zurück.

### Das Ding an sich
Obwohl nicht näher charakterisiert, lässt sich das 'Ding an sich' als weibliche Gegenfigur von Ahasverus deuten. Es sind starke Bezüge zur Figur der Kundry aus Richard Wagners später erschienenem Bühnenweihfestspiel Parsifal zu erkennen. 'Das Ding an sich' ist durch reine Begierde gekennzeichnet und findet in Ahasverus schließlich das unsterbliche männliche Gegenstück zu dieser ewigen Begierde. Aus der Beziehung mit Ahasverus geht später der Held Wahnfried hervor.

### Ahasverus
Ahasverus erscheint in der Satire als lächerliche und leidgeprüfte Gestalt, die an ihrem Schicksal – aus antisemitischer Perspektive als Symbol für die Ewigkeit des Judentums zu stehen – zerbricht. Der Ewige Jude lässt sich zum Ende der dritten Handlung von Richard Wagners Musik erlösen und stirbt. Sein Sohn Wahnfried übernimmt fortan unter veränderten Vorzeichen die Last des antisemitischen Stigmas vom Ewigen Juden.

## Die Interpretation des Mythos vom Ewigen Juden - Wahnfried alsNeuer Ahasver
Wie Appel (2022) nachweisen konnte, ist die an Wagners Siegfried orientierte Figur Wahnfried bei Mauthner aus figurentheoretischer Perspektive als Neuer Ahasver konzipiert worden. Anders als die Ursprungsfigur des Ahasverus aus der Kurzen Beschreibung wird Wahnfried nicht mehr durch frühe antisemitische Vorstellungen von der ewigen Wanderschaft und der Unsterblichkeit des Judentums bestimmt, sondern definiert sich über neue Figurenattribute.
Als neue Kern-Mythologeme seien die gängigen antijüdischen Topoi des Ewigen Juden hier modernisiert worden. Wahnfried sei in erster Linie durch die Folgen einer gescheiterten Verbürgerlichung der Juden zu Beginn des 19. Jahrhunderts sowie durch den Gedanken der Unerlösbarkeit und der Heillosigkeit der Juden in Folge der Säkularisierungsprozesse im Zuge der Aufklärung charakterisiert. Diese neuen Kern-Mythologeme fänden sich vor allem in den Figuren des Fliegenden Holländers, Kundrys und Shylocks repräsentiert.